# Sekou Oliseh
Sekou Jabateh Oliseh, född 5 juni 1990 i Monrovia, är en liberiansk före detta fotbollsspelare som spelade som mittfältare. Han spelade mellan 2010 och 2014 för Liberias landslag.